# 福山志料
福山志料（ふくやましりょう）は、菅茶山らにより編纂され、江戸時代後期に成立した備後福山藩の地誌。

## 概要
備後福山藩主阿部正精が菅茶山や鈴木宜山らに編纂を命じた、公式の地誌。治下各郡の名勝・古跡・寺社仏閣、偉人傑士、孝義節婦、史伝などを採録し、1809年（文化6年）に成立した。

## 成立経緯
1805年（文化2年）、加判の吉田豊功を長とし、大目付の中山光昭、徒目付の枝與市房、藩学教官の鈴木宜山に加え、特命により菅茶山らに編纂が命じられた。事実上は菅茶山の労にまつわるところが大きかったとされる。
1809年（文化6年）春に完成し、吉田豊功の敬書『上福山志料啓』を副えて藩主に奉呈された。

## 構成・内容
全35巻から成る。引用書目は総計320部に及ぶ。
邑里（村落）は、概要（位置、特徴、村名の由来）、田畝、歳額（石高）、戸口（世帯、人口）、畜（牛、馬）、溝渠、池塘、堤閘、橋彴、山渓、廟墓、塔寺（寺院、憩亭）、古蹟の順に整理されている。また人物は偉人傑士のほか、在野の知識人・文化人、一般庶民からも孝義節婦が紹介されている。
備後福山藩地治下には既に『備陽六郡志』や『西備名区』が存在し、両書は『福山志料』編纂に際しても最も貴重な資料として用いられたとされる。『西備名区』著者である馬屋原重帯が「其比菅先生、福山府志を選まれしかは、此拙稿をも乞い申されし故、申しおきぬ」と述べたように、『西備名区』の寄与するところは大きく、ところによっては『西備名区』の原文がそのまま引用されている。
郷土史家の村上正名は、藩主の権威を以って編纂しただけに資料も余すところがなく得難いものも数多いと評価した。また、引用書目の中に郷土史書の類が多い点につき、江戸時代中期以降学問が一般に普及し、しかも尚古的な傾向が流行した時代背景を指摘している。